# Jean-Luc Moudenc
Jean-Luc Moudenc (Tolosa, 19 luglio 1960) è un politico francese, sindaco di Tolosa dal 2014.

## Biografia
Nato a Tolosa, Moudenc trascorre gran parte della sua infanzia a Vitry-sur-Seine, dove lavorava il padre. Dopo la maturità in lettere, si iscrive alla facoltà di scienze sociali dell'Università di Tolosa, dove si laurea in diritto del lavoro e gestione del personale. Entrò in politica nel 1977 a 17 anni, quando entrò a far parte del Centro dei Democratici Sociali, contemporaneamente con l'Unione per la Democrazia Francese. Nel 1987 venne eletto consigliere comunale a Tolosa nella lista del sindaco in carica Dominique Baudis. Nel 1992 si fece eleggere al consiglio regionale per la regione dei Midi-Pirenei.
Dopo essersi iscritto al neo-nato Unione per un Movimento Popolare, nel 2004 venne eletto sindaco di Tolosa. Ricandidatosi nel 2008, perde al secondo turno delle elezioni comunali contro lo sfidante Pierre Cohen.
Nel 2012 decide di candidarsi all'Assemblea nazionale, venendo eletto per la 3ª circoscrizione dell'Alta Garonna. Nel 2014 si ricandidò a sindaco di Tolosa e riuscì a vincere al secondo turno delle municipali contro il sindaco uscente e suo successore Pierre Cohen.